# Рікі Кінг
Рі́кі Кінг (нім. Ricky King; 12 березня 1946, Раштат) — німецький гітарист, поет, аранжувальник, і викладач гри на гітарі. Справжнє ім'я — Ганс Лінґенфельдер (Hans Lingenfelder).

## Витоки творчості
Рікі Кінг народився 12 березня 1946 року як Ганс Лінґенфельдер в місті Раштат (біля Баден-Бадена). Коли йому виповнилося 12, йому подарували його першу акустичну гітару, дешеву і невідомо якого виготівника. Оскільки на ній було досить важко грати, то він використовував її здебільшого для розваги. Через деякий час він купив собі іншу гітару, але кращої якості, і самотужки навчився грати перші музичні твори. Це були твори Пітера Крауса (нім. рок-музикант і співак, який досі виступає на сцені), Елвіса і Білла Хеллі.

### Початкова естрадна діяльність
Рікі Кінг прийшов на естраду в середині 1970-х в час, коли інструментальна гітарна музика була майже в центрі уваги. Випадково і несподівано він досяг певних успіхів на сцені. Сьогодні музикант продовжує активну естрадну діяльність.
Свої перші уроки гри на гітарі він отримав у Офенбурзі, і через його інтерес до електроніки він так само вчився на радіо-техніка. В той самий час він приєднався до його першої групи і його гітарні навички поліпшувалися і поліпшувалися. В той час новомодна гра на електрогітарі користувалась попитом по всьому світі. Ганс був, як і багато інших дітей, що грали на гітарі глибоко вражений і зачарований тим новим типом звуку. У 1962 році він приєднався до групи яку назвав Феловс, і змінив їхній інструмент з акустичної гітари на електрогітару що коштувала тоді біла 275 дойчмарок (або 100 Євро). Це була солідна гітара від Гофнера. У 1964 році він залишив групу Феловс і приєднався до групи Твентіс, не зважаючи на те, що йому тоді було тільки 18 років.
Окрім його роботи як радіо техніка він також вивчав класичну іспанську гітару у вищій школі в Карлсруе, де він зустрів Герд Коет, який вивчав гру на саксофоні. Він після того почав грати у групі Мунлайтс (The Moonlights), яка була популярною на теренах Карлсруе, і грав в основному в Гольф і танцювальних клубах. Він записав і видав свою першу особисто написану ним пісню у співавторстві з Гердом, яка називалась «Нічна рбота з Moonlights».

### Набуття популярності
П'ять років пізніше група Мунлайтс розділилася, і Ганс щоразу більше і більше цікавився грою на класичній Іспанській гітарі, будучи натхненим Сеговією і Юліан Брім (Segovia and Julian Bream) Він практикувався вночі і день за днем складав гроші на покупку оригінальної Гітари Раміреза. За час навчання у вищій музичній школі Карлсруе, він став кваліфікованим викладачем гри на іспанській гітарі.
У 1973 році Ганс приєднався до рок групи яка називалась Джой Анлімітед (Joy Unlimited), котру під іменем Хіт Кідс (Hit Kids) також записувала більше комерційних пісень, і тоді Ганс почав робити більше роботи. Його можна було почути з уст багатьох німецькомовних співків, таких як: Паола (Paola), Роберто Бланко (Roberto Blanco), Коста Кордаліс та багато інших. Він працював з Албьертом Гаммондом який записав його успішну вінілову пластинку в той час.

## Теперішня діяльність
Сьогодні його Рамірез гітара є частиною його гітарної колекції що також включає:
- джаз-гітара Джорджа Бенсона
- «Fender Telecaster»
- дві Martin В 35 акустичні гітари на 6 і 12 струн
- 2 електрогітари спеціально зроблені для нього Гофнером
- 12-струнна гітара «Сузукі»
- класична «Santiago Marin»
- Хосе Лопес Беллідо Фламенко гітара
- плюс Банджо, Бузукі, Мандоліна і балалайка
- електрогітара «Gibson», яка відрізняється від SG гітар
- спеціальна G & L electric від Лео Фендера
- дві білих «Fender Stratocaster», моделі 1962 і 1968 років